# Ким Пик
Ким Лоренс Пик (енгл. Laurence Kim Peek; Солт Лејк Сити, 11. новембар 1951 — Мариј, 19. децембар 2009) је био амерички савант познат као „мегасавант“. Имао је изузетно памћење, али је имао и друштвених проблема, вероватно због поремећаја у развоју повезаним са урођеним аномалијама мозга. Био је инспирација за лик Рејмонда Бебита којег игра Дастин Хофман у филму Кишни човек (енгл. Rain Man). За разлику од Бебита који је имао аутизам, Пик је имао генетски наслеђен синдром (енгл.FG syndrome).

## Детињство и младост
Ким Пик је рођен у Солт Лејк Ситију у Јути, са макроцефалијом, оштећењем малог мозга и са агенезијом корпус калозума, стањем у коме недостаје сноп нерава који повезују две хемисфере мозга. Спекулише се да су његови неурони направили необичне везе због одсуства корпус калозума што је резултирало повећањем капацитета меморије. Према Пиковом оцу, Френсису Пику, Ким је у био стању да памти ствари већ од своје друге године. Читао је књиге и скоро све их је научио напамет, а затим их је остављао наопако на полицу како би показао да их је прочитао, што је практиковао цео свој живот. Он је могао да пређе књигу за око сат времена и запамти скоро све што је прочитао, памтећи огромне количине информација у темама које се крећу од историје, књижевности, географије, бројева, спорта, музике и датума. Пик је читао скенирајући леву страницу левим оком, затим дестну страницу десним оком. Према чланку из часописа Тајм (енгл. The Тime) он је тачно могао да се сети садржаја најмање 12000 књига. Пик је живео у Марију, Јути и провео је значајан део свог животног времена читајући у библиотеци у Солт Лејк Ситију и демонстрирајићи своје способности у школама уз велику помоћ свога оца. Пик није проходао до своје четврте године. Такође, није био способан да закопча кошуљу и имао је проблема и са другим моторичким способностима, вероватно због оштећења малог мозга који иначе координира моторичким активностима. У психолошким тестирањима Пик је имао коефицијент интелигенције испод просека (87), на општим тестовима. У шестој години је предложено да се уради лоботомија, да излечи непрестано брбљање, врпољење и немирлук. У седмој години био је избачен из школе зато што није могао да се контолише после само седам минута проведених на часу. Након тога учитељи су долазили код њега на 45 минута дневно, два пута седмично. Са 14 година је завршио средњошколски наставни план и програм четири године пре рока. Када је имао 18 година био је ангажован на управљању платног списка од 160 људи, који је обављао за неколико сати недељно без потребе коришћења калкулатора. У својим раним тридесетим годинама је отпуштен, јер је руководство одлучило да компјутеризује обрачун плате. Биле су потебне две стално запослене рачуновође плус рачунар да га замене.

### Кишни човек
У 1984. години, сценариста Бени Мороу је срео Пика у Арлингтону, Тексасу, и резултат тога је био филм Кишни човек из 1988. године. Карактер Рејмонда Бебита, иако је био инспирисан Пиком, приказан је као аутиста. Дастин Хофман, који је играо Бебита, упознао је Пика и друге саванте да би одиграо улогу прецизно и методично. Филм је водио до великог броја захтева за Пикове наступе, што је повећавало његово самопоуздање. Бери Мороу му је дао своју статуу Оскара да носи са собом и да је показује на својим наступима. Од тада се тај Оскар назива „Најомиљенија Оскар статуа“, зато што је држало више људи него било коју другу. Ким је тајође уживао прилазећи странцима и показујући им свој таленат за израчунавање календара, говорећи им ког дана у недељи су се родили и које су ставке биле на насловним странама значајнијих новина тог дана. Пик се такође појављивао и на телевизији. Путовао је са својим оцем који је бринуо о њему и обављао многе уобичајене дневне послове које су Пику престављале проблем.

### Научна истраживања
У 2004. години научници у НАСА центру за истраживање, прегледали су Пика низом тестова укључујући компјутерску томографију и магнетну резонанцу. Намера је била да се створи тродимензионалан поглед на његове структре мозга и да се упореде са сликама магнетне резонанце које су рађене 1988. године. То су били први оквирни приступи у коришћењу неинвазивне технологије ради даљег истраживања Кимових савантских способности. У 2008. години резултати истраживања су показали да Пик вероватно има редак генетски синдром везан за икс хромозом који изазива физичке аномалије, као што су хипотонија (низак тонус мишића) и макроцефалија (абнормално велика глава).

### Занимљивости
Пик је запамтио толико Шекспирових драма и музичких комозиција да је био цепидлака за тачност. Његов отац је говорио да су морали да прекидају наступе, јер би он устајао и исправљао глумце и музичаре. Он би устао и рекао: „Чекајте мало! Тромбон је промашио два тона“, рекао је Френсис. Могао је да идентификује стотине класичних композиција и да каже када и где свака од њих компонована и први пут изведена, да да име композитора и многих биографских детаља, па чак и да расправља о формалним и тонским компонентама музике.

### Смрт
Ким Пик је умро од срчаног удара у свом дому, 19. децембра 2009. године у 58 години живота. Његов отац Френсис је умро 5. априла 2014. године, у 88. години старости.